# ソルバルウ
『ソルバルウ』 (SOLVALOU) は、1991年にナムコより稼動されたアーケードゲーム。ジャンルは3Dシューティングゲーム。
同社の『ゼビウス』（1983年）シリーズの1つ。
2009年にWii用ソフトとしてバーチャルコンソールアーケードにて配信された。
アーケード版はゲーム誌『ゲーメスト』の企画「第6回ゲーメスト大賞」（1992年度）にて、ベストグラフィック賞3位を獲得した。

## 概要
本作は、ナムコの代表的なゲーム作品の1つである『ゼビウス』を題材にした、パイロット視点の一人称ゲーム形式（FPS）のシューティングゲームである。
プレイヤーが戦闘機「ソルバルウ」を操作する内容は従来通りだが、シリーズ初のポリゴン技術による3D化されたのが大きな特徴。また、プレイヤーキャラクターである「ソルバルウ」のコクピットを模した大型筐体ゲームともなっている。なお、『ゼビウス』の3Dポリゴン化というコンセプトでは後に『ゼビウス3D/G』（1996年）が稼動されているが、こちらはオリジナルの『ゼビウス』と同様に上空から見下ろした視点で描かれており内容は異なっている。

## ゲーム内容
『ゼビウス』との違い
3D化したことによる細かい差異は多数あるが、大まかなルールの違いは以下のとおり。
- ライフ制となり、ソルバルウに覆われたバリアーの耐久力が0になり、本体に直撃弾を受けるとゲームオーバーとなる。
- 対空攻撃弾ザッパーは敵の弾を撃って相殺できる（一部撃ち落せない弾もあり）。また、空中の敵だけでなく地上敵を撃つことも可能で、ソルやスペシャルフラッグをザッパーで出現させることも可能。
- 対地攻撃弾ブラスターは、4つまでの標的をロックオンして連射できる。時間経過で自動的にリロード（補填）される。
- ソルをはじめとする地上の敵や、地形、障害物に直接接触するとダメージを受ける。この仕様の一部は『ゼビウス3D/G』にも受け継がれた。
- スペシャルフラッグは、固定された位置に設置してあり、撃つことによって獲得できる。シールドが7枚（MAX）であるときには1万点、そうでないときにはシールド1枚＋1000点となる（ゲーム中に4箇所隠されているのは『ゼビウス』と同じ）。

## 移植版
| No. | タイトル   | 発売日        | 対応機種 | 開発元 | 発売元   | メディア                                        | 型式 | 備考 |
| --- | ---------- | ------------- | -------- | ------ | -------- | ----------------------------------------------- | ---- | ---- |
| 1   | ソルバルウ | 2009年3月26日 | Wii      | ナムコ | バンナム | ダウンロード （バーチャルコンソールアーケード） | -    |      |

Wii版
初の家庭用移植。アーケード版の完全移植で、操作性もWiiリモコンのポインティングによる操作に対応しており、リモコンを自機の銃口に見立ててのガンシューティング的な操作、射撃が可能で、ハードの特性を活かした仕様になっているが、アンドアジェネシスなどの巨大キャラや、バキュラなど多数のオブジェクトが出現する箇所などでは処理落ちも多少見られる。
2019年1月31日14時59分をもって配信終了。

## スタッフ
- プロデューサー：真鍋正
- エグゼクティブ・プロデューサー：澤野和則
- コ・プロデューサー：田城幸一
- メカニカル・デザイン・チーフ：HADA
- メカニカル・デザイン：BUTTI、IKU IKU!
- エレクトロニック・デザイン・チーフ：ASANO
- エレクトロニック・デザイナー：MAGRO、TAKANO
- エレクトロニック・デザイン・アシスタント：ありがたかゆき
- コクピット・デザイン：YANO
- グラフィック・デザイン：YAMADA
- グラフィック・デザイン・アシスタント：伊藤秀昭
- ビジュアル・エフェクト：KIRIKO、OZAKI
- ビジュアル・エフェクト・アシスタント：ITO
- CGデザイナー：KAZU、MASAAKI、MASA
- プログラマー：本多良行
- アシスタント・プログラマー：黒田陽介
- サポート・プログラム：NIK
- HDSPプログラム：TAKEDA、MEAT KUN
- 音楽：川田宏行
- マーケティング・チーフ：夏井敏夫
- ディレクター：WAN WAN

## 評価
ゲーム誌『ゲーメスト』誌上で行われていた「第6回ゲーメスト大賞」（1992年度）において、読者投票によりベストグラフィック賞で3位を獲得した。